# نوزاد قورباغه
بچه‌قورباغه، نوزاد قورباغه مرحله لاروگونهٔ زندگی دوزیستانی چون قورباغه و وزغ است. بچه‌قورباغه‌ها اغلب آبزی هستند، اگرچه بعضی دوزیستان نوزادانی دارند که در خشکی زندگی می‌کنند.

## توصیف ظاهری
در طی مرحله نوزادی، بچه‌قورباغه‌ها توسط آب‌ششهای درونی یا بیرونی مستقل تنفس می‌کنند. آن‌ها اغلب تا هنگام بلوغ دست یا پا ندارند و به صورت کلی دارای باله پشتی و دمی هستند که با آن‌ها همانند بسیاری از ماهی‌ها به شنا می‌پردازند.

## توضیحات کلی
چرخه زندگی همه دوزیستان شامل یک مرحله لاروی است که بین جنینی و بلوغ متوسط است. بچه قورباغه‌ها غالباً گیاهخوار هستند، در حالی که قورباغه‌های سمندر و سیسیلان گوشتخوار هستند.

### آنورا
بچه‌های قورباغه‌ها و وزغ‌ها معمولاً کروی شکل هستند، دارای دم فشرده شده جانبی و آبشش‌های داخلی هستند. در ابتدا پس از بیرون آمدن از تخم، قورباغه‌های آنوران دارای آبشش‌های خارجی هستند که در نهایت توسط پوست پوشانده می‌شوند. قورباغه‌های تازه از تخم درآمده نیز به یک غده چسبنده مجهز هستند که به آنها امکان می‌دهد به اشیا بچسبند. قورباغه‌ها دارای اسکلت‌های غضروفی و نوتوکورد هستند که در نهایت به یک نخاع تبدیل می‌شوند. اکثر قورباغه‌ها دم صافی دارند که بوسیله لرزشی جانبی با آن شنا می‌کنند. قورباغه‌ها دارای سوراخ‌های تنفسی یا مجراهایی هستند که آب از طریق آنها از محفظه درپوشدار خارج می‌شود. بسته به گونه، دو مجرا در هر دو طرف بدن، یک مجرا در قسمت زیرین نزدیک به دریچه، یا یک مجرا در سمت چپ بدن وجود دارد.
اندازه بچه قورباغه‌ها چه از نظر رشد و چه از نظر گونه بسیار متفاوت است. به عنوان مثال، در یک نمونه از خانواده Megophryidae طول مرحله آخر بچه قورباغه‌ها بین ۳٫۳ سانتی‌متر (۱٫۳ اینچ) و ۱۰٫۶ سانتی‌متر (۴٫۲ اینچ) متغیر است. بچه قورباغه‌های متناقض (Pseudis paradoxa) می‌توانند تا ۲۷ سانتی‌متر (۱۱ اینچ)، طولانی‌ترین قورباغه برسند، قبل از اینکه به یک طول خرطوم ۳٫۴–۷٫۶ سانتی‌متر کوچک شوند. (۱٫۳–۳٫۰ اینچ)

## فسیل‌های ثبت شده
با وجود ماهیت نرم بدن و کمبود قطعات سخت معدنی، فسیل‌های بچه قورباغه‌هایی (طول حدود ۱۰ سانتی‌متر) از لایه‌های میوسن بالا بازیابی شده‌اند. آنها با استفاده از بیوفیلم‌ها، با ساختارهای مقاوم تر (فک و استخوان) به عنوان یک فیلم کربن حفظ می‌شوند. در فسیل‌های میوسن از لیبروس اسپانیا، مورد مغز در کلسیم کربنات  و طناب عصب در فسفات کلسیم حفظ می‌شود. قسمتهای دیگر بدن بچه قورباغه‌ها به عنوان بقایای آلی و بیوفیلم‌های باکتریایی وجود دارد که ریزه‌های رسوبی در روده وجود دارد.

## استفاده انسانی
برخی از قورباغه‌ها به عنوان غذا استفاده می‌شوند. بچه قورباغه‌های مگوفریید Oreolalax rhodostigmatus بزرگ هستند، طول آنها بیش از ۱۰ سانتی‌متر (۹/۳ اینچ) است و برای مصرف انسان در چین جمع می‌شوند. در هند،Clinotarsus curtipes برای غذا جمع می‌شوند، و در پرو قورباغه‌های Telmatobius mayoloi برای غذا و دارو جمع‌آوری می‌شوند.